# Servette Football Club Genève 1890 2016-2017
Questa voce raccoglie le informazioni riguardanti il Servette Football Club Genève 1890 nelle competizioni ufficiali della stagione 2016-2017.

## Stagione
Nella stagione 2016-2017 il Servette, allenato da Anthony Braizat e Meho Kodro, concluse il campionato di Challenge League al 3º posto. In Coppa Svizzera il Servette fu eliminato al primo turno dal Breitenrain.

## Rosa
| N. |                           | Ruolo | Calciatore         |
| -- | ------------------------- | ----- | ------------------ |
| 1  | Svizzera (bandiera)       | P     | David Gonzalez     |
| 2  | Svizzera (bandiera)       | D     | Anthony Sauthier   |
| 3  | Svizzera (bandiera)       | D     | Romain Kursner     |
| 4  | Svizzera (bandiera)       | D     | Miguel Rodrigues   |
| 5  | Svizzera (bandiera)       | D     | Patrik Baumann     |
| 6  | Svizzera (bandiera)       | C     | Tibert Pont        |
| 7  | Svizzera (bandiera)       | A     | Matias Vitkieviez  |
| 8  | Colombia (bandiera)       | C     | Fabry Castro       |
| 9  | Svizzera (bandiera)       | C     | Marco Delley       |
| 10 | Francia (bandiera)        | C     | Hugo Fargues       |
| 12 | Guadalupa (bandiera)      | A     | Alexandre Alphonse |
| 14 | Italia (bandiera)         | A     | Alberto Libertazzi |
| 15 | Francia (bandiera)        | D     | Jérémy Faug-Porret |
| 16 | Francia (bandiera)        | D     | William Le Pogam   |
| 17 | Costa d'Avorio (bandiera) | C     | Ousmane Doumbia    |
| 18 | Camerun (bandiera)        | A     | Jean-Pierre Nsame  |

| N. |                        | Ruolo | Calciatore          |
| -- | ---------------------- | ----- | ------------------- |
| 19 | Svizzera (bandiera)    | C     | Florian Berisha     |
| 20 | Svizzera (bandiera)    | C     | Mirsad Hasanovic    |
| 21 | Francia (bandiera)     | C     | Yassin Maouche      |
| 22 | Svizzera (bandiera)    | C     | Bruno Caslei        |
| 23 | Francia (bandiera)     | D     | Liassine Cadamuro   |
| 24 | Bolivia (bandiera)     | C     | Boris Cespedes      |
| 25 | Svizzera (bandiera)    | A     | Benjamin Besnard    |
| 27 | Armenia (bandiera)     | C     | Hiraç Yagan         |
| 29 | Svizzera (bandiera)    | D     | Luca Gazzetta       |
| 30 | Svizzera (bandiera)    | D     | Christopher Mfuyi   |
| 31 | Svizzera (bandiera)    | C     | Kevin Tsimba        |
| 32 | Svizzera (bandiera)    | P     | Jérémy Frick        |
| 33 | Svizzera (bandiera)    | P     | Léo Lécureux        |
| 34 | Svizzera (bandiera)    | C     | Christopher Lungoyi |
| 35 | Svizzera (bandiera)    | C     | Kastriot Imeri      |
|    | Inghilterra (bandiera) | A     | Connor Bell         |

## Organigramma societario
Area tecnica
- Allenatore: Meho Kodro
- Allenatore in seconda: Bojan Dimić, Adam Owen
- Preparatore dei portieri:
- Preparatori atletici:

## Calciomercato

### Sessione estiva
| Acquisti | Acquisti           | Acquisti          | Acquisti |
| R.       | Nome               | da                | Modalità |
| -------- | ------------------ | ----------------- | -------- |
| C        | Adler da Silva     | Servette U19      |          |
| A        | Alexandre Alphonse | Brest             |          |
| A        | Connor Bell        | Rhyl              |          |
| C        | Bruno Caslei       | Servette U19      |          |
| C        | Marco Delley       | Neuchâtel Xamax   |          |
| P        | Cyril Dumont       | Servette U19      |          |
| D        | Jérémy Faug-Porret | Petrolul Ploiești |          |
| P        | Jérémy Frick       | Bienne            |          |
| D        | Luca Gazzetta      | Servette U19      |          |
| D        | William Le Pogam   | Toledo            |          |
| A        | Alberto Libertazzi | Ancona            |          |
| C        | Yassin Maouche     | Servette U19      |          |
| A        | Jean-Pierre Nsame  | Angers            |          |
| D        | Miguel Rodrigues   | Servette U19      |          |

| Cessioni | Cessioni           | Cessioni     | Cessioni |
| R.       | Nome               | a            | Modalità |
| -------- | ------------------ | ------------ | -------- |
| C        | Karim Gazzetta     | Winterthur   |          |
| P        | Barroca            | Lancy        |          |
| A        | Jérémy Guillemenot | Barcellona B |          |

### Sessione invernale
| Acquisti | Acquisti     | Acquisti         | Acquisti |
| R.       | Nome         | da               | Modalità |
| -------- | ------------ | ---------------- | -------- |
| C        | Fabry Castro | Rayo Majadahonda |          |

| Cessioni | Cessioni       | Cessioni       | Cessioni |
| R.       | Nome           | a              | Modalità |
| -------- | -------------- | -------------- | -------- |
| C        | Adler da Silva | Étoile Carouge |          |
| P        | Cyril Dumont   | Étoile Carouge |          |

## Risultati

### Challenge League

#### Prima fase, girone di andata
| Arbitro: | Hänni |

|                       |           |              |
| Karlen 26’ Doudin 49’ | Marcatori | 84’ Cadamuro |

| Arbitro: | Schärli |

|                       |           |              |
| Sauthier 5’ Pogam 61’ | Marcatori | 71’ Bengondo |

| Arbitro: | Gut |

|                         |           |  |
| Thaler 14’ Wüthrich 59’ | Marcatori |  |

| Arbitro: | Dudic |

|  |           |                          |
|  | Marcatori | 49’ Frontino 67’ Caetano |

| Arbitro: | Schnyder |

|                           |           |  |
| Korkmaz 3’ Karašausks 81’ | Marcatori |  |

| Arbitro: | Erlachner |

|          |           |              |
| Nsame 2’ | Marcatori | 88’ Franzese |

| Arbitro: | Fähndrich |

|                                                            |           |              |
| Nsame 9’, 46’, 88’ Berisha 14’ Cadamuro 23’ Vitkieviez 32’ | Marcatori | 48’ Hajrović |

| Arbitro: | Bieri |

|                         |           |  |
| Winter 2’, 82’ Buff 20’ | Marcatori |  |

| Arbitro: | Fähndrich |

|                                               |           |               |
| Dessarzin 24’ Kamber 59’ Sliskovic 85’ (rig.) | Marcatori | 4’, 38’ Nsame |

#### Prima fase, girone di ritorno
| Arbitro: | Hänni |

|           |           |  |
| Nsame 17’ | Marcatori |  |

| Arbitro: | Roth |

|                 |           |                      |
| Facchinetti 60’ | Marcatori | 5’ Berisha 35’ Nsame |

| Ginevra 24 ottobre 2016, ore 19:45 CEST 12ª giornata | Servette | 0 – 0 referto | Neuchâtel Xamax | Stade de Genève (4 035 spett.)\| Arbitro: \| Schnyder \| |
| Arbitro:                                             | Schnyder |               |                 |                                                          |

| Arbitro: | Schärli |

|                        |           |          |
| Cadamuro 23’ Nsame 52’ | Marcatori | 17’ Papp |

| Arbitro: | Gut |

|                    |           |                           |
| Schultz 82’ (rig.) | Marcatori | 4’ Vitkieviez 79’ Berisha |

| Arbitro: | Klossner |

|  |           |                                                   |
|  | Marcatori | 31’ (rig.) Buff 65’ Rodríguez 75’ Sarr 87’ Winter |

| Arbitro: | Ovcharov |

|  |           |                          |
|  | Marcatori | 24’ Berisha 86’ Cadamuro |

| Arbitro: | Pache |

|                         |           |                  |
| von Ballmoos 83’ (aut.) | Marcatori | 10’ (aut.) Pogam |

| Arbitro: | Dudic |

|                         |           |                       |
| Regazzoni 45’ Carri 83’ | Marcatori | 29’ Nsame 36’ Berisha |

#### Seconda fase, girone di andata
| Arbitro: | Schnyder |

|                               |           |         |
| Sauthier 65’ Nsame 83’ (rig.) | Marcatori | 90’ Nef |

| Arbitro: | Dudic |

|            |           |                                      |
| Silvio 86’ | Marcatori | 9’ (rig.), 23’, 57’ Nsame 53’ Delley |

| Arbitro: | Fähndrich |

|                             |           |               |
| Nsame 22’, 69’ Alphonse 24’ | Marcatori | 56’, 87’ Lang |

| Arbitro: | Tschudi |

|                      |           |           |
| Castro 31’ Nsame 54’ | Marcatori | 7’ Mobulu |

| Arbitro: | Schärli |

|  |           |                          |
|  | Marcatori | 62’ Vitkieviez 68’ Nsame |

| Arbitro: | Superczynski |

|                      |           |  |
| Nsame 11’ Delley 67’ | Marcatori |  |

| Arbitro: | Fähndrich |

|  |           |              |
|  | Marcatori | 13’ Cespedes |

| Arbitro: | Jancevski |

|          |           |                  |
| Said 42’ | Marcatori | 58’ (rig.) Nsame |

| Arbitro: | Pache |

|           |           |            |
| Mfuyi 70’ | Marcatori | 29’ Karlen |

#### Seconda fase, girone di ritorno
| Arbitro: | Schärli |

|  |           |                             |
|  | Marcatori | 22’, 51’ Alphonse 63’ Nsame |

| Arbitro: | Erlachner |

|                         |           |                      |
| Cespedes 1’ Maouche 29’ | Marcatori | 18’, 39’, 72’ Silvio |

| Arbitro: | Superczynski |

|                           |           |              |
| Demhasaj 39’ Del Toro 43’ | Marcatori | 75’ Sauthier |

| Arbitro: | Roth |

|                   |           |                   |
| Alphonse 45’, 49’ | Marcatori | 7’ Padula 66’ Gui |

| Arbitro: | Klossner |

|              |           |  |
| Teixeira 48’ | Marcatori |  |

| Arbitro: | Schnyder |

|                 |           |           |
| Koné 69’ (rig.) | Marcatori | 53’ Nsame |

| Arbitro: | Wolfensberger |

|                          |           |  |
| Alphonse 82’ Berisha 88’ | Marcatori |  |

| Arbitro: | Jancevski |

|          |           |  |
| Pont 47’ | Marcatori |  |

| Arbitro: | Schärli |

|  |           |           |
|  | Marcatori | 31’ Nsame |

### Coppa Svizzera
| 14 agosto 2016, ore 15:00 CEST Primo turno | Breitenrain | 3 – 1 | Servette |  |

## Statistiche

### Statistiche di squadra
| Competizione     | Punti | In casa | In casa | In casa | In casa | In casa | In casa | In trasferta | In trasferta | In trasferta | In trasferta | In trasferta | In trasferta | Totale | Totale | Totale | Totale | Totale | Totale | DR  |
| Competizione     | Punti | G       | V       | N       | P       | Gf      | Gs      | G            | V            | N            | P            | Gf           | Gs           | G      | V      | N      | P      | Gf     | Gs     | DR  |
| ---------------- | ----- | ------- | ------- | ------- | ------- | ------- | ------- | ------------ | ------------ | ------------ | ------------ | ------------ | ------------ | ------ | ------ | ------ | ------ | ------ | ------ | --- |
| Challenge League | 62    | 18      | 10      | 5       | 3       | 30      | 21      | 18           | 8            | 3            | 7            | 25           | 22           | 36     | 18     | 8      | 10     | 55     | 43     | +12 |
| Coppa Svizzera   | -     | 0       | 0       | 0       | 0       | 0       | 0       | 1            | 0            | 0            | 1            | 1            | 3            | 1      | 0      | 0      | 1      | 1      | 3      | -2  |
| Totale           | 62    | 18      | 10      | 5       | 3       | 30      | 21      | 19           | 8            | 3            | 8            | 26           | 25           | 37     | 18     | 8      | 11     | 56     | 46     | +10 |

### Andamento in campionato
| Giornata  | 1 | 2 | 3 | 4 | 5 | 6  | 7 | 8 | 9 | 10 | 11 | 12 | 13 | 14 | 15 | 16 | 17 | 18 | 19 | 20 | 21 | 22 | 23 | 24 | 25 | 26 | 27 | 28 | 29 | 30 | 31 | 32 | 33 | 34 | 35 | 36 |
| --------- | - | - | - | - | - | -- | - | - | - | -- | -- | -- | -- | -- | -- | -- | -- | -- | -- | -- | -- | -- | -- | -- | -- | -- | -- | -- | -- | -- | -- | -- | -- | -- | -- | -- |
| Luogo     | T | C | T | C | T | C  | C | T | T | C  | T  | C  | C  | T  | C  | T  | C  | T  | C  | T  | C  | C  | T  | C  | T  | T  | C  | T  | C  | T  | C  | T  | T  | C  | C  | T  |
| Risultato | P | V | P | P | P | N  | V | P | P | V  | V  | N  | V  | V  | P  | V  | N  | N  | V  | V  | V  | V  | V  | V  | V  | N  | N  | V  | P  | P  | N  | P  | N  | V  | V  | V  |
| Posizione | 7 | 6 | 6 | 8 | 9 | 10 | 6 | 7 | 8 | 7  | 6  | 7  | 6  | 4  | 6  | 3  | 4  | 4  | 3  | 3  | 3  | 3  | 3  | 3  | 3  | 3  | 3  | 3  | 3  | 3  | 3  | 3  | 3  | 3  | 3  | 3  |

Legenda:

Luogo: C = Casa; T = Trasferta. Risultato: V = Vittoria; N = Pareggio; P = Sconfitta.

### Statistiche dei giocatori
| A. Alphonse    | 31 | 6  | 8 | 0 |
| P. Baumann     | 3  | 0  | 1 | 0 |
| C. Bell        | 0  | 0  | 0 | 0 |
| F. Berisha     | 28 | 6  | 6 | 0 |
| B. Besnard     | 8  | 0  | 2 | 0 |
| L. Cadamuro    | 30 | 4  | 5 | 1 |
| B. Caslei      | 7  | 0  | 2 | 0 |
| F. Castro      | 14 | 1  | 1 | 0 |
| B. Cespedes    | 14 | 2  | 4 | 1 |
| M. Delley      | 26 | 2  | 5 | 0 |
| O. Doumbia     | 22 | 0  | 1 | 0 |
| C. Dumont      | 0  | 0  | 0 | 0 |
| H. Fargues     | 6  | 0  | 0 | 0 |
| J. Faug-Porret | 24 | 0  | 4 | 0 |
| J. Frick       | 24 | 0  | 1 | 1 |
| K. Gazzetta    | 2  | 0  | 0 | 0 |
| L. Gazzetta    | 0  | 0  | 0 | 0 |
| D. Gonzalez    | 13 | 0  | 1 | 0 |
| M. Hasanovic   | 25 | 0  | 6 | 0 |
| K. Imeri       | 1  | 0  | 0 | 0 |
| R. Kursner     | 0  | 0  | 0 | 0 |
| A. Libertazzi  | 10 | 0  | 2 | 0 |
| C. Lungoyi     | 1  | 0  | 0 | 0 |
| L. Lécureux    | 0  | 0  | 0 | 0 |
| Y. Maouche     | 24 | 1  | 1 | 1 |
| C. Mfuyi       | 31 | 1  | 5 | 0 |
| J. Nsame       | 31 | 23 | 4 | 0 |
| W. Pogam       | 29 | 1  | 9 | 0 |
| T. Pont        | 18 | 1  | 1 | 0 |
| M. Rodrigues   | 4  | 0  | 0 | 0 |
| A. Sauthier    | 34 | 3  | 6 | 1 |
| A. Silva       | 7  | 0  | 2 | 0 |
| K. Tsimba      | 0  | 0  | 0 | 0 |
| M. Vitkieviez  | 30 | 3  | 6 | 0 |
| H. Yagan       | 5  | 0  | 1 | 0 |